# 青木健 (メモリーアスリート)
青木 健（あおき たける、1987年10月27日 - ）は、日本のメモリーアスリート、指導者、起業家。メモリースポーツ元日本チャンピオン。世界記憶力グランドマスター。株式会社メモアカ Co-Founder CEO。日本メモリースポーツ協会会長。
祖父は経済学者で一橋大学名誉教授の青木外志夫。

## 来歴
東京都立富士高等学校、明治大学農学部卒業。東京大学大学院総合文化研究科広域科学専攻修士課程修了。明治大学4年生の時に記憶力日本選手権大会で優勝し、日本チャンピオンになる。その後、様々な国際大会で好成績を収める。株式会社福音館書店を経て、記憶術のオンライン学習サービス「メモアカ」を提供するスタートアップ企業を創業。日本のメモリーアスリートのパイオニアとしてアジアを中心に活躍している。

## 人物
メモリースポーツ日本チャンピオンの平田直也とは師弟関係にある。
日英韓のトライリンガルである。
元世界チャンピオンのヨハネス・マローと親交が深く、著書にヨハネスについて記載してあり、ヨハネスの運営するMemory Sports TVにゲストコメンテーターとして度々登場している。
大学受験時には医学部を目指していた。

## 戦績
メモリースポーツの大会での主な成績
10種競技
- オーストラリアオープン記憶力選手権 2012 準優勝
- ケンブリッジ記憶力選手権 2013 3位
- オーストラリアオープン記憶力選手権 2013 3位
- オーストラリアオープン記憶力選手権 2017 4位
- 台湾オープン記憶力選手権 2017 4位

5種競技
- 第7回 記憶力日本選手権大会（2011年） 準優勝
- 第8回 記憶力日本選手権大会（2012年） 優勝
- 第9回 記憶力日本選手権大会（2013年） 3位
- 第10回 記憶力日本選手権大会（2014年） 準優勝
- 第11回 記憶力日本選手権大会（2015年） 3位
- 第12回 記憶力日本選手権大会（2016年） 準優勝
- 第13回 記憶力日本選手権大会（2017年） 4位
- 第14回 記憶力日本選手権大会（2018年） 3位

1種競技
- 城南SCC 2019 準優勝（単発記録）3位（平均記録）
- 川崎SCC 2019 3位（単発記録）準優勝（平均記録）
- 東京SCC 2024 準優勝（単発記録）優勝（平均記録）

## タイトル
- Most Active Player 2017
- 世界記憶力グランドマスター

## 出演
テレビ
- ZIP!（日本テレビ 2012年2月9日）
- ためしてガッテン（NHK 総合 2013年10月23日）
- 最強大脳 in 中国（江蘇衛星テレビ 2016年3月18日）
- 天才キッズ全員集合〜君ならデキる！！〜（テレビ朝日 2017年6月18日）
- なら≒デキ（テレビ朝日 2017年9月20日）
- ミライ☆モンスター（フジテレビ 2019年2月24日）
- テイバン・タイムズ（BS朝日 2017年9月17日・2019年3月17日）
- 最強大脳 in ベトナム 最終回（Vie Channel 2020年1月18日）
- 限界突破！全力記憶 〜華麗なるメモリースポーツの世界〜（NHK 総合 2020年8月11日・8月16日）
- 天才てれびくんhello, （NHK Eテレ 2020年11月25日）
- 気になる1位サンの日常（テレビ東京　2020年12月21日）
- KinKi Kidsのブンブブーン（フジテレビ 2021年4月3日）
- おはスタ（テレビ東京 2021年7月6日）
- 23時の密着テレビ「レベチな人、見つけた」（テレビ東京 2021年7月6日）
- タモリ倶楽部（テレビ朝日 2021年10月8日）
- 有吉ダマせたら10万円（フジテレビ 2022年3月5日）
- 記憶力闘技場（BS日テレ 2022年3月26日）
- 100%！アピールちゃん（TBS 2022年4月11日）
- ヒルナンデス！（日本テレビ 2022年4月29日）
- おはスタ（テレビ東京 2023年4月21日）
- おはスタ（テレビ東京 2023年5月12日）
- 5時に夢中！（東京MX 2023年5月23日）
- 必勝！OSHIEマスター〜最強指導者頂上決戦〜（岡山放送 2024年5月21日・フジテレビ 6月7日 ）

ラジオ
- 世の中面白研究所（NHKラジオ第一 2012年2月13日）
- MORNING CHARGE（ZIP-FM 77.8 2017年7月11日）
- FLAG（Fm yokohama 84.7 2018年3月16日・2020年3月20日・2024年12月6日）
- 中野浩一のフリートーク（TBSラジオ 2019年4月20日）
- MAKE MY DAY（J-WAVE 2021年1月31日）
- 卒業アルバムに1人はいそうな人を探すラジオ（文化放送 2021年2月19日）
- STEP ONE（J-WAVE 2021年5月24日,2022年6月13〜16日）
- GOOD NEIGHBORS（J-WAVE 2021年5月26日）
- たまむすび（TBSラジオ 2022年1月27日）
- あさこ・佳代子の大人なラジオ女子会（NHKラジオ第一 2022年6月16日）
- KURASEEDS（J-WAVE 2022年8月1日）
- あさこ・佳代子の大人なラジオ女子会（NHKラジオ第一 2022年6月16日）
- The Lifestyle MUSEUM（Tokyo FM 2023年9月8日）
- あさこ・佳代子の大人なラジオ女子会（NHKラジオ第一 2023年10月19日）
- en∞Voyage（tbc東北ラジオ 2024年3月13日）
- START LINE（J-WAVE 2024年4月5日）
- パンサー向井の#ふらっと（TBSラジオ 2024年7月23日）

雑誌・新聞・WEBマガジン
- 『朝日新聞 Be.』（朝日新聞 2017年1月21日）
- 『Excite bit』（Excite ニュース 2017年6月25日）
- 『記憶力マガジン（韓国）』2017年9月27日（韓国メモリースポーツ協会）
- 『PRESIDENT』（プレジデント社 2021年4月9日）
- 『東京新聞』（東京新聞 2021年5月1日）
- 『東京大学新聞オンライン』（東京大学新聞社 2021年6月30日）
- 『東京大学新聞』（東京大学新聞社 2021年7月13日）
- 『絶対に忘れない勉強法 PRESIDENT MOOK』（プレジデント社 2021年8月31日）
- 『週刊女性』（主婦と生活社 2021年9月28日）
- 『ダイヤモンド・オンライン』（ダイヤモンド社 2021年11月5日）
- 『STUDY HACKER』（STUDY HACKER 2021年12月3日）
- 『パラスポーツマガジン』（実業之日本社 2021年12月7日）
- 『朝日小学生新聞』（朝日新聞 2021年12月10日）
- 『朝日中高生新聞』（朝日新聞 2021年12月26日・2024年11月17日）
- 『子供の科学』（誠文堂新光社 2022年2月10日）
- 『KoKa NET』（誠文堂新光社 2022年2月17日）
- 『KoKa NET』（誠文堂新光社 2022年3月4日）
- 『Tarzan No.829』（マガジンハウス 2022年3月10日）
- 『ヘルス・グラフィックマガジン』（アイセイ薬局 2022年3月15日）
- 『朝日新聞』（アイセイ薬局 2022年5月7日）
- 『Tarzan Web』（マガジンハウス 2022年3月31日）
- 『HELiCO』（アイセイ薬局 2022年5月17日）
- 『朝日新聞 EduA』（朝日新聞 2022年5月31日）
- 『The21』（PHP研究所 2022年12月1日）
- 『WEB版リビングとちぎ』（栃木リビング新聞社 2023年1月26日）
- 『リビングとちぎ』（栃木リビング新聞社 2023年1月27日）
- 『ニコラ』（新潮社 2023年6月1日）
- 『日刊工業新聞電子版』（日刊工業新聞社 2023年9月29日）
- 『プレジデントオンライン』（プレジデント社 2024年4月9日）

インターネットテレビ・YouTubeチャンネル
- Memory Sports TV（不定期）
- ASIAN BOSS（2020年10月26日）
- チラヨミ(2023年3月2日)

## 著書・ゲーム

### 単著
- 『記憶力日本チャンピオンの 超効率 すごい記憶術』（総合法令出版 2020年7月10日) ISBN 978-4862807533
- 『東大式 頭の回転が100倍速くなるドリル』（総合法令出版 2020年12月11日) ISBN  978-4862807779
- 『東大式 記憶力が100倍よくなるドリル』（総合法令出版 2022年5月11日) ISBN 978-4862808509
- 『東大式 1日1分 なぞとき英単語』（飛鳥新社 2024年3月22日) ISBN 978-4868010067
- 『東大式 記憶力超大全』（総合法令出版 2024年12月10日) ISBN 978-4862809735
- 『大量に覚えて、忘れない すごい記憶術』（三笠書房 2025年4月17日) ISBN 978-4837989158

### 共著
- 『記憶王が伝授する　場所法 英単語』（三省堂 2021年8月31日) ISBN 978-4-385-36142-0
- 『記憶力日本チャンピオンの覚えて! 謎解きドリル 』（総合法令出版 2023年11月10日) ISBN 978-4862809254
- 『記憶バトルロイヤル』（集英社 2024年11月22日) ISBN 978-4083218774

### 連載
- 『月刊珠算情報誌 Sunrise』2016年11月号〜2017年11月号・2018年6月号（サンライズ編集部）

### ゲーム
- 『天才きおくカードゲーム』(幻冬舎 2024年11月30日) ISBN 978-4344792180